# 李鍾桂
李鍾桂（1938年8月2日—），中華民國政治學教授，北一女中，國立政治大學外交學系本科畢業，法國巴黎大學政治學研究所博士學位畢業。
曾任政治大學外交系教授、中國青年救國團主任。
夫婿為前法務部長、司法院長施啟揚，堂哥是已故前大學入學考試中心副主任、臺北大學社會系主任李鍾元。
另擔任慈善機構真善美基金會的董事長。